# بنجامین بولنجر
بنجامین بولنجر (انگلیسی: Benjamin Boulenger؛ زادهٔ ۱ مارس ۱۹۹۰) بازیکن فوتبال اهل فرانسه است.
از باشگاه‌هایی که در آن بازی کرده‌است می‌توان به باشگاه فوتبال لانس و باشگاه فوتبال رویال شارلوا اشاره کرد.